# Barsortiment
Als Barsortimente werden Unternehmen des Zwischenbuchhandels bezeichnet, die vertraglich an sie gebundene Buch(einzel)händler auf eigene Rechnung und in eigenem Namen beliefern. Sie erhalten von den Verlagen einen Grosso-Rabatt, verkaufen an die Buchhändler zum üblichen Buchhandelsrabatt und erzielen so ihre Handelsspanne. Die Differenz zwischen dem Einkaufs- und dem Buchhandelsrabatt wird als Funktionsrabatt bezeichnet.

## Geschichte
Der Name geht auf die Gepflogenheit zurück, Buchbogen bzw. Bücher an Buchhändler ursprünglich nur gegen Barzahlung abzugeben.
Das erste Barsortiment hatte Louis Zander 1852 in Leipzig gegründet; vor allem der Kommissionär Carl Voerster setzte es durch.
Die vom Verlag nur broschiert und in großen Partien gelieferten Exemplare wurden einheitlich maschinell gebunden und an den Bucheinzelhandel weiterverkauft. Werbemittel waren sogenannte „Buchhandelszirkulare“, die sich bald zu umfangreichen Katalogen entwickelten.
Dieses kapitalintensive Geschäft führte zu einer stetigen Konzentration, die mit dem Zusammenschluss der Unternehmen Volckmar-Staackmann-Koch-Cnobloch und K. F. Koehler 1918 einen Höhepunkt erreichte.
Im deutschen Buchzwischenhandel agierten nach dem Zweiten Weltkrieg lange Zeit vier Unternehmen: Koch, Neff und Volckmar (KNV) als Marktführer, Libri sowie die kleineren Wettbewerber Umbreit und Könemann. Durch die Übernahme von Könemann im Jahr 2012 konnte Libri seine Position ausbauen.
Am 14. Februar 2019 musste die KNV-Gruppe nach erfolglosen Verhandlungen mit einem Investor beim Amtsgericht Stuttgart Insolvenzanträge stellen, setzte den Betrieb fort und firmiert seit Juli 2019 unter KNV Zeitfracht.
In der Schweiz wird der Buchzwischenhandel vom Schweizer Buchzentrum (SBZ) dominiert.

## Dienstleistung
Die großen Barsortimente halten inzwischen knapp die Hälfte aller lieferbaren Buchtitel vorrätig und ergänzen ihr Angebot mit fremdsprachigen Titeln, Musik-CDs, Hörbüchern, Software usw. Die Sortimente werden sukzessive erweitert um mediennahe Produkte wie Noten und Spiele. Auch Lifestyle-Produkte und Accessoires ergänzen das Angebot an die Buchhandlungen. Digitale Produkte wie E-Books werden ebenso angeboten wie Print-on-Demand-Titel.
Aufnahmekriterium ist die tatsächliche oder mutmaßliche Verkäuflichkeit des einzelnen Titels. Die Bestellmenge eines Titels wird aufgrund je Tag, Woche, Monat, Jahr und Vorjahren gespeicherter Absatzmengen ermittelt. Bei neu erscheinenden Titeln werden Trends, Verlagswerbekampagnen, Buchbesprechungen und vorliegende Vormerkungsmengen (bestellte, noch nicht lieferbare, zur (Nach-)Lieferung nach (Wieder-)Erscheinen notierte Mengen) etc. berücksichtigt.
Die Barsortimente unterhalten eigene Lagerhallen. Bücherwagendienste liefern die bestellten Bücher im Nachtsprungverfahren in die Buchhandlungen. Der Bucheinzelhandel wird durch dieses Vertriebssystem meist innerhalb von 24 Stunden beliefert.
Die deutschen Grossisten KNV, Libri und Umbreit führen als bibliographisches Hilfsmittel für den Buchhändler vollständige, elektronische Lagerkataloge ihrer lieferbaren Bücher mit Auskunft über eventuelle Lieferhindernisse (Meldenummern).
Umbreit, Könemann und das Schweizer Buchzentrum kennzeichnen die von ihnen geführten Titel durch Sigelung im Verzeichnis lieferbarer Bücher (VLB). Das VLB weist alle derzeit in Deutschland lieferbaren – von den Verlagen (kostenpflichtig) gemeldeten – Bücher nach. Darüber hinaus sigeln Umbreit und Könemann auch im KNV-Katalog. Mithilfe der Sigelung ist es dem Buchhändler möglich, aus einer bibliographischen Quelle mehrere Bezugswege zu erkennen.
Die Nutzung des Barsortiments lohnt sich für den Einzelhändler besonders für die kurzfristige Bestellung von Einzelexemplaren aus unterschiedlichen Verlagen, vor allem für das Besorgungsgeschäft (die gezielte Bestellung für den Endkunden). Darüber hinaus stellt das Barsortiment für den Handel eine Art verlängertes Außenlager dar. Buchhandlungen aller Arten und Größen inklusive des Internetbuchhandels nutzen das Angebot der Barsortimente, sowohl für Kunden- als auch für Lagerbestellungen.
Durch zusätzliche Angebote zahlreicher Serviceleistungen versuchen die Barsortimente, ihre Kunden zu häufigeren Bestellungen zu bewegen. Diese Serviceleistungen beinhalten die regalfertige Lieferung mit individuellen Angaben (zum Beispiel Abteilung, Warengruppe, Lieferscheinnummer und -Datum) auf etikettierten Büchern.

## Trends
Das Verhältnis der Verlage zu den Barsortimenten wird häufig als gespannt bezeichnet. Der Verlag sieht Bestellungen über das Barsortiment als finanzielle Einbuße. Er muss berechnen, ob eine eigene Abwicklung nicht doch kostenintensiver und die Bestellbündelung der Barsortimente kostengünstiger ist. Ein weiteres Problem war, dass durch den Verkauf über die Barsortimente der individuelle Absatz (zum Beispiel bei Exportverkäufen) nicht nachvollziehbar war und somit nicht in die verlagsinterne Diskussion über die Auflagenhöhe und das (Zielgruppen-)Marketing einfließen konnte. Hierauf haben die Barsortimente mit der Bereitstellung von Auswertungen für die Verlage reagiert. Die Höhe des Funktionsrabatts, aus dem die Barsortimente u. a. ihre Dienstleistungen finanzieren, wird darüber hinaus in der Branche immer wieder diskutiert. Für viele kleinere Verlage sind die Barsortimente mit ihren Katalogen und Online-Informationen verkaufsfördernd, weil sie eine Chance für ihre Titel bieten, in den verbreitenden Buchhandel zu gelangen. Eine Nicht-Listung kann dazu führen, dass Buchhändler ihren Kunden Titel als nicht lieferbar melden, obwohl der Verlag die Werke verkauft. Zudem finden viele konzernunabhängige, kleine Verlage die Rabattpolitik der Barsortimenter „direkt existenzgefährdend“. Die Barsortimente erhöhen ihre Titelzahlen weiter, nehmen so mehr Titel kleinerer Verlage ins Lager und listen sie in den Katalogen. Zeitfracht führte im April 2021 rund 590.000 Artikel ständig am Lager.

### Warengruppenpakete
Zu den neueren Leistungen der Barsortimente gehören Warengruppenabonnements, sogenannte „Sorglospakete“. Die Grundidee der Sorglospakete ist, die Buchhändler bei Warengruppen zu unterstützen, die der Buchhändler nicht als seine Kernkompetenz einstuft (zum Beispiel ein allgemeiner Sortimenter den Bereich „Technik“, ein Fachbuchhändler den Bereich „Krimi“ oder Waren aus dem PBS-Bereich [Papier, Büro, Schreibwaren]) (ähnlich dem Category Management). Ein Warengruppenpaket besteht aus einer Starterwanne und monatlichen Novitäten. Die Zusammenstellung der Titel erfolgt aus den Abverkaufszahlen der Barsortimente. Verkaufte Titel kann ein Sortimenter zu gleichen Konditionen nachbestellen. Vorteil der Warengruppenpakete für Buchhändler sind gute Konditionen, kein Risiko und wenig Aufwand. Kritiker der Warengruppenabonnements prophezeien, die Buchhandlungen würden ihr Profil verlieren und nur ein uniformes Angebot bereithalten.

### Zusatzsortimente
Da die Umsätze im klassischen Sortimentsbuchhandel im Kernbereich Buch stagnieren, erweitern die Barsortimente ihre Zusatzsortimente mit Waren aus den Bereichen Geschenkartikel, Spiele, Musikalien, CDs und DVDs stetig.

### Webshop-Partnermodelle
Im Zuge des wachsenden Online-Handels und der Popularisierung des Internets seit Mitte der neunziger Jahre haben die großen Barsortimente auch Internetplattformen eingerichtet. Hier sind die kooperierenden Sortimentsbuchhandlungen eingebunden, die sich der Endkunde auswählen kann. Die Sortimentsbuchhandlung kann dabei bestimmen, wie der Bezug und die Bezahlung der bestellten Ware erfolgt. Ist der Direktbezug gestattet, erfolgt die Lieferung direkt von den Barsortimenten an den Endkunden. Seit 2008 werden in diesem Rahmen auch E-Books zum Herunterladen angeboten.

### E-Procurement
Für das Firmenkundengeschäft bieten Libri, KNV und Umbreit teilnehmenden Buchhandlungen E-Procurementlösungen mit Bestell- und Verwaltungsanwendungen an.